# Anne Finch
Anne Finch (Conway después de su matrimonio; 14 de diciembre de 1631 - 18 de febrero de 1679) fue una filósofa inglesa del siglo XVII de la escuela  platónica de Cambridge. Destaca por su única obra Principios de la más Antigua y Moderna Filosofía (1690), publicada de forma anónima y póstuma, donde  analiza el espíritu y su origen. Introdujo el concepto de mónada, influenciada por la Escuela de Cambridge.

## Biografía
Nacida como Anne Finch, hija de Heneage Finch (antiguo miembro de la cámara de los comunes) y Elisabeth Cradock (de familia aristócrata, fue su segunda esposa, viuda de John Bennet), nació en 1631 en Londres, una semana después de la muerte de su padre. Fue criada en Kensington Palace, lugar perteneciente a la familia Finch. Era la más joven de la familia y desde muy temprana edad ya tuvo una educación muy culta, aprendiendo idiomas como latín y griego. Anne desde joven presentaba síntomas de enfermedad (cefaleas crónicas), dichos síntomas con el paso de los años se agravaron y fueron claves en relación con su obra. Cabe destacar la influencia de Henry More en su obra, el cual fue su tutor y era un estudioso de la escuela Platónica de Cambridge. Esta relación se desarrolla en parte gracias a su hermano, John Finch (filósofo de aquella época), el cual era pupilo de la universidad de Cambridge, pues este le pidió a More ayuda para la formación de Anne. Como mujer tenía prácticamente imposible la entrada a la universidad, por lo que se comunicaban por cartas.
En 1651, Anne se casó con Edward, el Tercer Vizconde de Conway, heredero de grandes tierras en el Reino Unido, y ambos tendrían un hijo llamado Heneage, el cual murió en su juventud.
John Finch se graduó también en medicina y acabó trabajando como embajador para Inglaterra en el Imperio Otomano, esto ayudó a su hermana a conocer otras culturas a partir de los diversos libros que este le enviaba como regalo.
Su familia ayudó económicamente en el intento de curar su enfermedad, e incluso viajó a Francia donde sería operada. Gracias a estos intentos de recuperación conoció a Franciscus Mercurius van Helmont, un físico y filósofo, que la trató e introdujo a Anne en el pensamiento cabalístico y el cuaquerismo.
Finch murió el 18 de febrero de 1679 debido a la enfermedad crónica. Franciscus Mercurius Van Helmont recogió sus escritos, dos años más tarde viajó a Hanóver, donde presentó su obra a Leibniz y a su colaboradora científica y política Sofía de Hanover. Leibniz incorporó las ideas de Anne a su sistema filosófico, dando origen al vitalismo. Aunque Leibniz reiteró las referencias a la "Condesa de Conway" como fuente de sus ideas, la obra de esta mujer fue atribuida a  Van Helmont. Van Helmont publicó estos ensayos en forma de libro en 1690 en Holanda y en latín bajo el nombre de Opuscula Philosophica Quibus Continentur Principia Philosophiæ Antiquissimæ & Recentissimæ ac Philosophia Vulgaris Refutata Quibus Subjuncta Sunt CC. Problemata de Revolutione Animarum Humanarum.  Dos años después, en 1692, el libro llegó a Inglaterra, traducido (con su nombre actual) y, finalmente, bajo la autoría de lady Conway.

## Temas tratados en su obra
La obra de Finch ha estado muy influida por sus vivencias, en especial las negativas: la muerte de su padre (el hecho de no llegarlo a conocer), la de su hijo cuando este era muy joven o la migraña crónica son hechos que se relacionan en su obra con los intentos de la autora de ampararse en una fe que le explique el porqué de todos sus males y cómo remediarlos, es por eso que realiza un extenso trabajo sobre la justificación de la existencia de un dios benevolente con la existencia del sufrimiento y otros males en el mundo. También el mencionado tema de la mónada, pues a partir de este elemento trata de explicar la formación del universo y los seres que habitan en él, todo a partir de la creación de Dios. Esto fue una influencia para Leibniz, el cual se inspiró en el concepto de la mónada de la autora para dar su propia versión. 
También  trata temas sobre la moralidad, la cual está determinada por la fe y según los valores religiosos. Trata otros temas como son el dualismo (doctrina filosófica o religiosa que explica un orden de cosas o todo el universo como el resultado de la acción combinada de dos principios opuestos e irreductibles, en su caso, el bien y el mal), materialismo (sistema filosófico, opuesto al espiritualismo, que considera que solamente existe la materia y que reduce el espíritu a una consecuencia de ella), los estudios de la cábala y el cuaquerismo.

## Aportaciones en su campo de especialidad
Finch trata de explicar la formación del universo y sus seres a partir de tres conceptos bien diferenciados: Dios, el creador de todo; Jesucristo (ente intermedio) y la Criatura (formación en la que dentro encontramos a todos los seres existentes).

### Criaturas
Son el conjunto de seres naturales y forman una única sustancia, la criatura; estos proceden de la emanación de Dios y son espíritus, todos ellos diferentes los unos de los otros. Su esencia viene a ser su mutabilidad. El cuerpo es la exteriorización del espíritu,en función del grado de espiritualidad o sutilidad, estaremos más cercanos a Dios.
El grado mínimo de densidad es Dios, y  aunque no podamos llegar a él cómo ser totalmente bueno, podemos llegar a ser infinitamente sutiles, es decir, completamente buenos pero no al nivel de Dios. Las criaturas forman su cuerpo a partit de su grado moral. Las criaturas  no pueden llegar a la completa densidad, por lo que, en consecuencia a esto, éstas tenderán siempre hacia el bien. Así, todas las criaturas de Dios, finalmente, tenderán infinitamente hacia el bien. Cada partícula de materia tiene una fuerza interior que permite su transformación. 
Finch, a partir de estos planteamientos, nos habla sobre el castigo divino: cualquier pecado tiene sus consecuencias, su castigo,  del cual aprenderemos y nos acabará llevando, como toda criatura en constante transformación hacia el bien.

### Dios
Es totalmente inmutable, omnisciente, omnipresente y omnipotente, muestra los valores de la eterna bondad, sabiduría, justicia y fortaleza, aparte de ser ajeno al tiempo. Está separado de sus propias creaciones  y no se puede convertir en ellas ni viceversa.
Dios en cuestión es para Finch visto bajo la visión positiva, alguien benevolente y justo.  Si las criaturas actúan de forma correcta serán recompensados, si actúan mal serán castigados. Las criaturas tenderán hacia el bien, pues este es infinito y por el contrario el mal tiene límites. Cada partícula de materia, por pequeña que sea, tiene una fuerza interior que permite su transformación.

### Cristo
Visto como un término medio entre las criaturas y Dios. No sería un mediador, pues cualquiera puede tener relación con este. No es completamente inmutable con Dios pero tampoco mutable como las criaturas: este solo muta hacia el bien aunque sin llegar al nivel de Dios.

### Mónada
Es el elemento por el que se compone todo, la materia, es una sustancia única, creadas por Dios, ya que solo se inician a partir de la creación y solo pueden ser destruidas por este mismo. Son elementos sujetos a la transformación y tienen un principio interno que provoca su alteración, son elementos plásticos sujetos a la deformación.
Los cambios son graduales, es decir, no es un cambio rápido o automático, es un cambio por fases, donde poco a poco se va notando la transformación. Ésta transformación es consecuencia de los hechos anteriores, de su estado precedente. Como se explica antes, para Finch Dios es el motor del mundo y atemporal, por lo tanto entiende que el futuro ya está marcado, a pesar de esto considera que los sujetos de las Mónadas son activos, dependen parcialmente de sus actos para irse transformando.
Finch no hace distinción natural entre humanos, animales o seres vivos, para ella, en el mundo de las criaturas las diferencias son modales. Los espíritus son todos iguales en tanto a que no hay uno superior a otro: todos tienen la misma esencia, y diferentes en cuestión de identidad. Bien, pues cada espíritu, con la fuerza plástica, puede ser infinitas cosas.

## Comparación con otros autores

### Leibniz
Autor alemán, el cual conoció a Van Helmont y este le mostró los ensayos de Finch. Leibniz, aunque entiende la mónada bajo los mismos términos que Finch, hay ciertas variaciones como son:
La noción de apetito en Leibniz, que es lo que hace que el principio interno realice el paso de una percepción a otra - aquello que envuelve y representa la multitud en una sustancia simple. Esta manera de cambiar es lo que hace a las sustancias simples ser lo que son, diferentes de las demás. Todo cambio es gradual, por lo que siempre hay algo anterior en cada cambio. Leibniz da nombre de entelequias a todas las mónadas creadas, a todas las sustancias simples; y éstas son fuente de sus acciones internas, al igual que dice Conway.
Para Leibniz el concepto de alma viene a ser aquel conjunto de mónadas que tienen memoria. Más adelante Leibniz se centra en diferenciar a los seres humanos de los animales: tanto humanos como animales funcionamos de manera empírica, con "memoria". Pero los humanos tenemos un conocimiento que los animales no tienen: el de las verdades necesarias y eternas, a las que llegamos mediante la razón. 
Todas las sustancias simples se adaptan las unas a las otras, se acomodan; así, cada sustancia simple tiene relaciones que expresan a todas las demás. Esta expresión tiene un carácter analógico y recíproco. Cada mónada sería un espejo, y cada mónada mostraría la realidad de una manera diferente, pero la misma realidad. Así, cada mónada se adaptaría la una a la otra, mostrando una perfecta homogeneidad en el universo. Para Leibniz, cada criatura tiene una mónada dominante (que marca en qué se va convirtiendo y su forma de ser) y en relación con las otras, pues su cambio también dependerá de las otras mónadas para realizar su cambio.